# Moy House

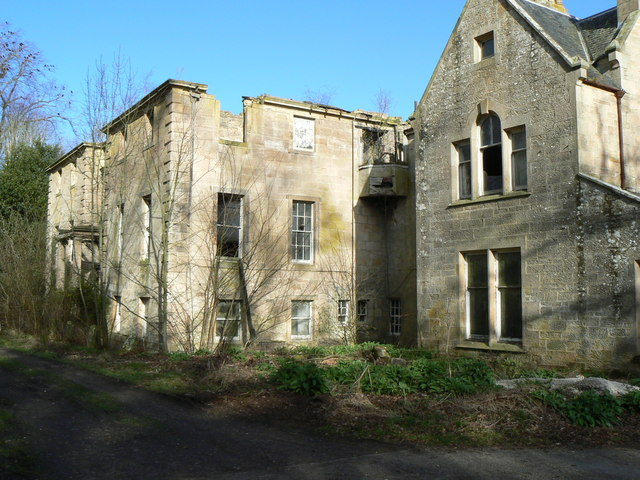
Moy House

Moy House ist ein Herrenhaus nahe der schottischen Ortschaft Forres in der Council Area Moray. 1971 wurde das Bauwerk in die schottischen Denkmallisten in der höchsten Denkmalkategorie A aufgenommen. Die zugehörigen Stallungen sind separat als Kategorie-A-Denkmal geschützt.

## Geschichte
Das Anwesen Moy zählte zu den Besitztümern der Campbells of Cawdor. George Grant erwarb Moy im Jahre 1733. Zu diesem Zeitpunkt befand sich bereits ein Bauwerk am Standort. Die Keimzelle des heutigen Herrenhauses entstand im Jahre 1752 nach einem Entwurf des Steinmetzes Collen Williamson, der später am Weißen Haus Arbeiten leitete. Ludovic Grant of Castle Grant ließ Moy House signifikant erweitern. Hierzu erstellte Robert Adam einen Entwurf, der jedoch nicht ausgeführt wurde. Stattdessen wurde drei Jahre später ein Entwurf Collen Williamsons umgesetzt, der von John Adam überarbeitet wurde. 1870 wurde Moy House nach einem Entwurf Alexander Ross’ überarbeitet.
Nachdem sich das Anwesen bis 1922 im Besitz des Clans Grant befunden hatte, folgten darauf mehrfache Eigentümerwechsel.
1988 wurde der Zustand des zwischenzeitlich leerstehenden Gebäudes als „besorgniserregend“ beschrieben. Zwei Jahre später wurde es in das Register gefährdeter denkmalgeschützter Bauwerke in Schottland aufgenommen. Nach einem Brand im Jahre 1995 liegt Moy House heute als Ruine vor. Seine Gefährdungslage wurde 2015 als kritisch eingestuft.

## Beschreibung
Moy House steht rund zwei Kilometer nordwestlich von Forres nahe den Weilern Broom of Moy und Kintessack und nahe dem linken Ufer des Findhorn. Das dreigeschossige Herrenhaus ist klassizistisch ausgestaltet. An der westexponierten Hauptfassade springt ein dorischer Portikus mit Dreiecksgiebel hervor, der über eine Vortreppe zugänglich ist. Das Eingangsportal ist rundbogig ausgeführt. Darüber ist ein venezianisches Fenster mit ionischen Säulen eingelassen. Sein Schlussstein ist mit einer naiven Maske ornamentiert. Während das Mauerwerk entlang der Hauptfassade aus Quadersteinen besteht, die im Bereich der Basis mit Harl verputzt sind, bestehen die übrigen Fassaden aus harl-verputzten Bruchsteinmauern mit abgesetzten Natursteindetails.
Die rückwärtige Fassade ist fünf Achsen weit. Mittig ist ein bekröntes Rundbogenportal eingelassen, das schlanke ionische Säulen flankieren. Es gehen jeweils drei Achsen weite Flügel ab, die möglicherweise bereits 1752 entstanden sind, oder gar noch älteren Datums sind. Die Gebäude schließen mit schiefergedeckten Sattel- oder Walmdächern.

## Stallungen
Collen Williamson erstellte bereits um 1762 einen Entwurf für die Stallungen. Falls dieser ausgeführt wurde, wurden die Gebäude wieder abgebrochen. Der heutige Komplex befindet sich an einem anderen Standort und war auf einer Karte aus dem Jahre 1776 noch nicht verzeichnet. Möglicherweise entstand er um 1780 nach einem Entwurf Williamsons, der belegt 1781 an der nahegelegenen Dyke Parish Church tätig war.
Die südexponierte Hauptfassade des zweigeschossigen Komplexes ist neun Achsen weit. Mittig führt ein rundbogiger Torweg auf den Innenhof. Darüber ragt ein Uhrenturm mit oktogonalem Grundriss auf. Er ist mit Kranzgesimse und einem schiefergedeckten, geschweiften Zeltdach mit aufsitzender Wetterfahne ausgeführt. Während entlang der Hauptfassade ein Schichtenmauerwerk aus Steinquadern sichtbar ist, sind die übrigen Gebäudeteile aus grob behauenem Bruchstein aufgebaut und harl-verputzt. Sie schließen mit schiefergedeckten Walmdächern.
1990 wurden die Stallungen in das Register gefährdeter denkmalgeschützter Gebäude aufgenommen. 2019 wurde ihr Zustand als sehr schlecht bei gleichzeitig kritischer Gefährdungslage eingestuft.